# Dermaleipa nubilata
Dermaleipa nubilata là một loài bướm đêm trong họ Erebidae.